# Code de Pointage

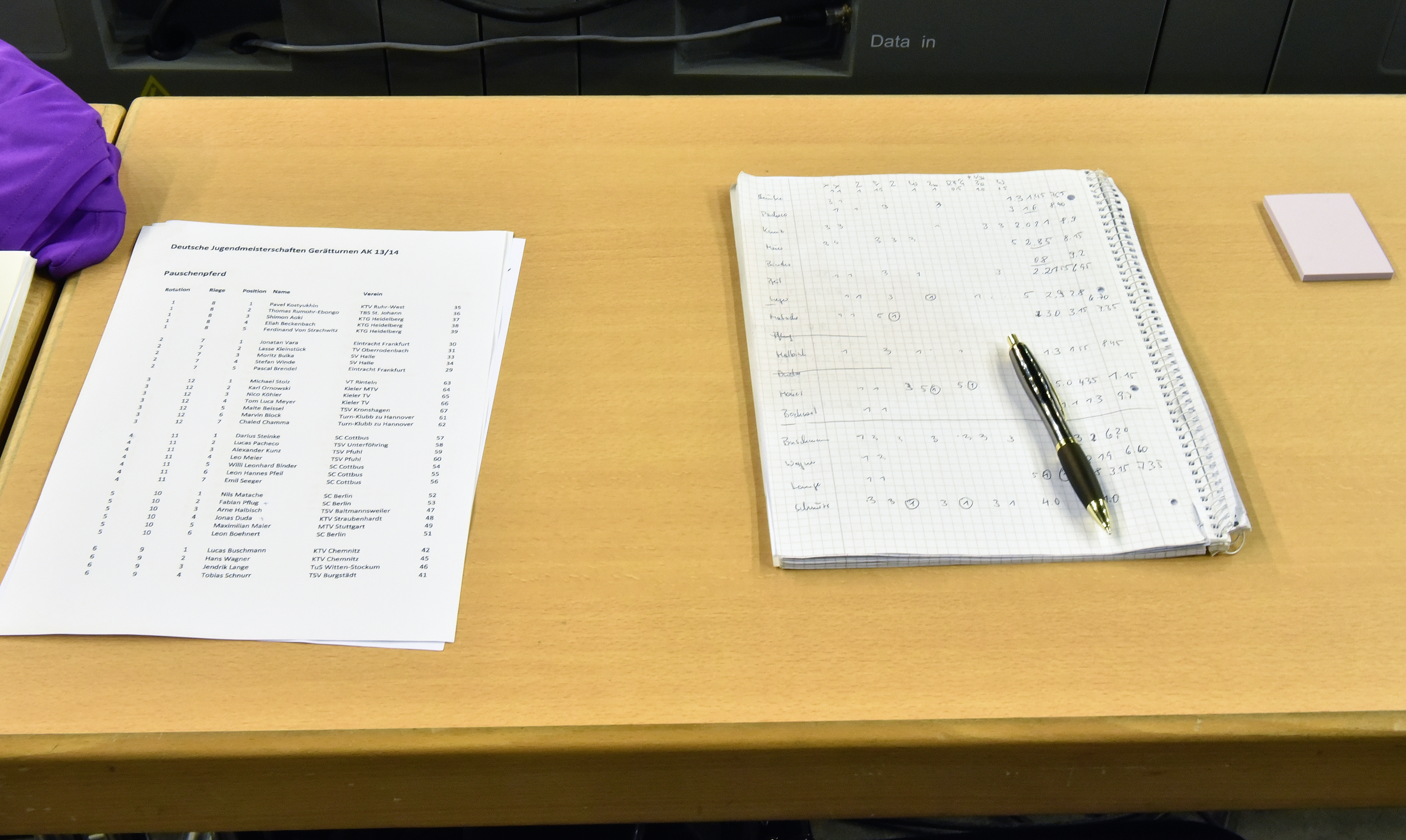
Abzüge eines Kampfrichters bei den Deutschen Jugendmeisterschaften im Gerätturnen im Rahmen des Internationalen Deutschen Turnfestes 2017

Als Code de Pointage (englisch Code of Points) werden die internationalen Wertungsvorschriften im Kunstturnen offiziell bezeichnet. Der Code de Pointage wird vom internationalen Turnverband FIG für das weibliche und das männliche Geräteturnen getrennt herausgebracht. Alle vier Jahre werden diese Wertungsvorschriften den aktuellen Gegebenheiten in der Weltspitze angepasst.
Zu Beginn des Jahres 2007 traten die neuen Wertungsvorschriften im Geräteturnen der Männer und Frauen in Kraft, welche die Abschaffung der Höchstnote 10 mit sich brachten. Die Gesamtnote setzt sich von nun an aus einer D-Note und einer E-Note zusammen, wobei die D-Note die Schwierigkeit und die E-Note die Ausführung bewertet. Die Höchstnote 10 bleibt dadurch erhalten, dass in der E-Note von 10 Punkten beginnend abgezogen wird, z. B. für einen Sturz vom Gerät 1,0 Punkte. Die D-Note setzt sich aus den 9 schwierigsten Elementen der Übung und dem letzten Element (dem Abgang) zusammen. Dazu sind die verschiedenen Elemente in unterschiedliche Schwierigkeitsgrade von A bis I unterteilt. Ein A-Element bringt einen Bonus von 0,1 Punkten, ein I-Element einen Bonus von 0,9 Punkten. Hinzu können 0,1 Bonuspunkte für die Verbindung von D-C,B,A Elementen oder 0,2 Bonuspunkte für D-D oder höher kommen.
Momentan erreichen Spitzenturner und Turnerinnen Wertungen zwischen 15,0 und 16,9 Punkten in der Gesamtnote, die durch Addition der beiden Einzelwertungen entsteht.
Neben allgemeinen Verhaltensweisen für Turner, Trainer und Kampfrichter und den Grundlagen für die Übungsbewertung enthalten die Wertungsvorschriften auch einen Überblick über die einzelnen Elemente und ihre Schwierigkeit.